# Indikator pH
Indikator pH (tudi pokazatelj) je snov s katero lahko razločujemo med kislinami in bazami. Poznamo tudi univerzalni indikator s katerim ne-le razločujemo med kislinami in bazami, pač pa lahko določamo tudi njihovo pH vrednost.
Med najbolj znanimi indikatorji pH so metiloranž, lakmus papir ter fenolftalein.